# Hayward Sportpálya
A Hayward Sportpálya (angolul: Hayward Field) az Oregon Ducks atlétikacsapatának (korábban amerikaifutball-csapatának) otthona az Amerikai Egyesült Államok Oregon államának Eugene városában, az Oregoni Egyetem campusán.
A létesítmény névadója Bill Hayward edző. Az észak-déli tájolású létesítmény a Nemzetközi Atlétikai Szövetség 1. osztályú létesítményeinek egyike.
2018-ban részben Phil Knight adományából lebontották és újjáépítették.

## Története
A létesítmény 1919-ben épült a Kincaid pálya kiváltására. Az első szezon közepén felvette Bill Hayward edző nevét, aki csak a következő nap értesült erről. 1921-ben salakos futópályával egészült ki, 1925-ben pedig átadták az Ellis F. Lawrence által tervezett nyugati lelátót. 1937-ben más stadionokhoz hasonlóan a fűrészporos burkolatot természetes gyepre cserélték, de esős időben a későbbi fejlesztések ellenére is gyakran sarassá vált.
1949-ben a déli oldalon 28 soros lelátó épült, amely pótszékekkel kiegészítve a befogadóképességet 22 500 főre növelte. Az 1960-as évekre világossá vált, hogy a pálya nem alkalmas komolyabb mérkőzések megrendezésére: mindössze kilencezer jegyet hoztak kereskedelmi forgalomba, és az állapotok miatt az edzők a Eugene-ba látogató leendő játékosokat próbálták eltántorítani a pálya megtekintésétől. A jelentősebb mérkőzéseket a portlandi Multnomah Stadionban játszották, azonban az alkalmanként kétórás út miatt Leo Harris vezetőedző új stadion megépítését követelte. Arthur Flemming rektor szkeptikusan állt a tervhez; a Skidmore, Owings & Merrill három opciót vizsgált meg: a lelátó negyvenezer férőhelyesre bővítését, a stadion lebontását és újjáépítését, valamint egy új létesítmény felépítését. Az építésziroda szerint a város a bővítést nem engedné, mivel az eredeti építmény nem felel meg az előírásoknak, az újjáépítéssel pedig nem nyernének nagyobb helyet.
Az utolsó, Washington State Cougars elleni mérkőzést 1966. november 5-én játszották; az új amerikaifutball-létesítmény, az Autzen Stadion 1967 szeptemberében nyílt meg. A későbbiekben a Haywardon néhány gólyamérkőzéstől eltekintve csak atlétikaversenyeket rendeznek.

### A futópálya szélesítése
1969 nyarának végén a futópályát nyolc sávosra bővítették. Ősszel burkolatát poliuretán-homok-keverék ProTurfre cserélték, ezzel a kemény burkolat a leggyorsabban körbefutható pályája lett és számos világrekord született itt. 1976-ban a felületet ugyanilyen burkolattal felújították.

### Nyugati lelátó
Az 1925-ben épült lelátó fölé 1938-ban tetőt emeltek. A leromlott szerkezetet 1973 szeptemberében elbontották, az 1974-es szezonban pedig a célvonalat a pálya északkeleti sarkába helyezték át. Az 1975 márciusában átadott, 4300 férőhelyes új lelátó építésére az 1973-as Prefontaine futóversenyt adománygyűjtésként rendezték meg.

### Átalakítás metrikus rendszerre
1987 nyarán a futópályát metrikus mértékrendszerűre építették át: hossza 440 yardról (402,336 méter) 400 méterre rövidült, a nemzetközi szabványoknak megfelelően pedig az egyenes szakaszok rövidebbek, az ívek hosszabbak lettek. A belső kör szélesítése miatt a kilencven méteres, 450 tonna tömegű keleti lelátót márciusban tizenegy méterrel arrébb helyezték. Az új ProTurf burkolat színe vörös, felületi tulajdonságai a korábbiaktól eltérőek lettek. A pálya délnyugati részén egy kétszáz méter hosszú bemelegítő kört, kalapácsvetőpályát és konditermet alakítottak ki. 1991-ben eredményjelzőt telepítettek.

### Felújítások
2004-ben Powell Plaza néven új bejáratot alakítottak ki, a bemelegítő kört elköltöztették és négyszáz méteresre növelték, a kerítést pedig lecserélték. A 2008-as olimpiai selejtezőre készülve 2007-ben felújították: az esti tévéközvetítések miatt nyolc világítótestet helyeztek ki, a futópálya belső területét pedig átalakították. Phil Knight és a Nike adományából a nyugati lelátó mögött járdát építettek és lecserélték az eredményjelzőt.
2018. április 17-én bejelentették, hogy a létesítményt a következő két évben átépítik. A két lelátót elbontották, és a futópálya körül egy új, 12 650 fős befogadóképességű (ami 25 ezerre növelhető) létesítményt emeltek. Az atlétikacsapatnak új, földalatti edzőtermet építettek, hogy rossz időben is tudjanak készülni. Az új létesítményben táplálékkiegészítő-bolt és fodrászat is van.

## Bowerman épület
Bill Bowerman edző 1990-es adományát követően az északi részen felépült az öltözőknek, valamint a Nemzetközi Sport- és Emberi Teljesítmény Intézetének helyt adó Bowerman épület. Bowerman 1963-ban új-zélandi példa alapján az egyetemen bevezette a kocogást, mint sportot.

## Torony
A Zahner által 2020-ban felépített, kilenc szintes torony az olimpiai lángra emlékeztet, falán öt, az atlétikacsapatban jelentős szerepet betöltő személy (Bill Bowerman, Steve Prefontaine, Raevyn Rogers, Ashton Eaton és Otis Davis) portréja látható.

## Jelentősebb mérkőzések
Itt rendezték meg az 1986-os, 1993-as, 2001-es, 2009-es, 2011-es, 2015-ös és 2022-es országos atlétikai bajnokságot, az 1972-es, 1976-os, 1980-as, 2008-as, 2012-es, 2016-os, 2020-as és 2021-es olimpiai selejtezőt, valamint több futóversenyt is. Itt tartották a 2014-es junior atlétikai világbajnokságot, valamint a 2022-es atlétikai világbajnokságot.

## Filmekben
A létesítmény szerepel a Personal Best, a Without Limits, a Tracktown és a Party zóna című filmekben.

## Fordítás
- Ez a szócikk részben vagy egészben  a   Hayward Field című angol Wikipédia-szócikk ezen változatának fordításán alapul.  Az eredeti cikk szerkesztőit annak laptörténete sorolja fel. Ez a jelzés csupán a megfogalmazás eredetét és a szerzői jogokat jelzi, nem szolgál a cikkben szereplő információk forrásmegjelöléseként.